# Reest
Le Reest (en bas-saxon : Riest) est une rivière néerlandaise des provinces de Drenthe et d'Overĳssel.

## Situation
Sa source se situe dans les hautes tourbières défrichées entre Slagharen et Dedemsvaart. Son cours sinueux, long d'environ 35 km, se situe dans la partie septentrionale de la vallée historique de l'Overijsselse Vecht. Pour une bonne partie de son cours, le Reest forme la frontière entre le Drenthe et l'Overĳssel. Il avait donné son nom à l'ancienne commune d'Avereest, située le long de la rivière et composée des villages de Balkbrug et de Dedemsvaart.

## Écologie et nature
Pour les Pays-Bas, la bonne conservation des méandres du Reest sans canalisation poussée est plutôt unique. Cette conservation est occasionnée par le fait que le Reest est situé sur la frontière de deux provinces ; pour cette raison, les projets de canalisation ont été tardifs, et la mentalité changeante, désormais hostile à la canalisation, a fait que ces projets ont été abandonnés.
La vallée du Reest, dont la largeur varie de 100 à 500 mètres, offre une nourriture variée aux cigognes de la station De Lokkerij, près de Havixhorst. On y trouve blaireaux et renards, et une flore caractéristique et plutôt rare, dont Carex norvetiga, une espèce de laîche, et le très rare Pedicularis palustris, surnommé l'orchidée du Reest.